# Senyora Hudson
La senyora Hudson és un personatge de ficció de les novel·les i contes de Sherlock Holmes d'Arthur Conan Doyle. És la patrona del 221B Baker Street, la residència londinenca on viu Sherlock Holmes.
La senyora Hudson apareix en moltes històries de Sherlock Holmes, encara que les seves aparicions són generalment breus i es dona poca informació sobre el personatge. S'ha convertit en un personatge més destacat en múltiples adaptacions de Sherlock Holmes al cinema, la televisió i altres mitjans.

## Biografia del personatge de ficció

### Història
La senyora Hudson és la patrona del 221B de Baker Street, la residència de Londres on Sherlock Holmes i el doctor Watson viuen en moltes de les històries. Al conte «El tractat naval», Holmes diu: «La seva cuina és una mica limitada, però té una idea tan bona de l'esmorzar com una escocesa», que alguns lectors han entès que seria escocesa. A part d'una menció del seu tret majestuós a la novel·la Estudi en escarlata, no se li dona cap descripció física ni nom de pila, encara que alguns comentaristes l'han identificat amb la Martha en le conte «El darrer cop d'arquet».
A la primera història de Sherlock Holmes, «Un estudi en escarlata», hi ha una patrona del 221B de Baker Street, tot i que no se'n dona el nom. La patrona s'identifica com la senyora Hudson a la història següent, «El signe dels quatre». En un moment a «Escàndol a Bohèmia», Holmes anomena la patrona Mrs. Turner, en lloc de Mrs. Hudson, la qual cosa ha provocat moltes especulacions entre els fans de Holmes. S'ha suggerit que la senyora Turner substituïa la senyora Hudson o que Holmes o Watson van utilitzar per error el nom equivocat, encara que pot haver estat simplement un error de Doyle, ja que el nom de la senyora Turner també va aparèixer en un primer moment. Esborrany de «L'aventura de la casa buida», però es va corregir per Sra. Hudson. Quan Holmes està jubilat a Sussex en el conte «La cabellera de lleó», diu que viu amb la seva vella mestressa de casa, que alguns lectors identifiquen amb la senyora Hudson.
Holmes diu a Watson en «L'aventura de la casa deshabitada» que el seu sobtat retorn a Baker Street tres anys després de la seva suposada mort «va provocar una crisi histèrica a la senyora Hudson». A la mateixa història, Watson assenyala que les seves antigues habitacions de Baker Street no han canviat gràcies a «la supervisió de Mycroft Holmes i l'atenció apressant de la senyora Hudson». La senyora Hudson també es posa en perill per ajudar Holmes en la història. Mou amb cura un bust d'Holmes cada quart d'hora per enganyar un franctirador, el coronel Sebastian Moran, fent-li pensar que el bust és en realitat Holmes. Quan Moran dispara l'arma, la bala passa pel bust i colpeja la paret, i és recollida per la senyora Hudson. És consternat perquè el bust d'Holmes va ser espatllat per la bala i la presenta a Holmes.
No hi ha cap menció a les històries d'un eventual marit de la senyora Hudson. S'ha suggerit com una possibilitat que ella no s'hagués casat mai, ja que el títol «senyora» es feia servir a l'època victoriana com a títol respectuós per al personal domèstic d'alt rang, independentment de l'estat civil. Tot i que no s'han trobar familiars de la senyora Hudson en les històries, comparteix el cognom amb un personatge de «La corbeta ''Gloria Scott''» i un altre de «Els sis Napoleons». També hi ha personatges amb el cognom Turner, un nom que pot estar o no relacionat amb la senyora Hudson en el conte «Un escàndol a Bohèmia», a «El misteri de la vall Boscombe».

### Personalitat
Watson va descriure la relació entre Holmes i Hudson a l'introducció de «El detectiu moribund»:
| « | La senyora Hudson, la propietària de Sherlock Holmes, era una dona que patia llargament. No només el seu pis del primer pis estava envaït a tota hora per multitud de personatges singulars i sovint indesitjables, sinó que el seu notable hoste va mostrar una excentricitat i una vida irregular que devia haver posat a prova la seva paciència. El seu increïble desordre, l'addicció a la música a hores estranyes, les pràctiques ocasionals a l'interior amb la seva pistola, els experiments científics estranys i sovint pudents i l'atmosfera de violència i perill que l'envoltava en van fer el pitjor inquilí de Londres. D'altra banda, pagava com un príncep. No tinc cap dubte que la casa podria haver estat comprada amb el lloguer que Holmes va pagar per l'apartament durant els anys que vaig estar amb ell. La patrona l'admirava i mai no va gosar interferir-hi, per molt ultratjants que puguin semblar les seves actuacions. També l'estimava, perquè era molt gentil i cortès en el tracte amb les dones. | » |

A «El signe dels quatre», es preocupa per la salut de Holmes després de sentir-lo passar la nit caminant amunt i avall. En el «El tractat naval», sembla que juga amb la dramàtica revelació de Holmes del tractat perdut al Sr. Phelps servint al Sr. Phelps un plat cobert amb el tractat recuperat dins. Li van fer fàstic a la senyora Hudson, les dues ocasions quan Holmes rep la visita d'un grup brut d'irregulars de Baker Street, expressant repugnància quan els irregulars arriben a «Estudi en escarlata» i consternació quan apareixen a «El signe dels quatre». A «L'aventura de la banda clapejada», la senyora Hudson es desperta d'hora quan apareix un client d'Holmes i, quan Watson s'aixeca, «ha tingut el bon sentit d'encendre el foc» segons Holmes.

### Ocupació
És la patrona del 221B de Baker Street, i sembla que executa diverses tasques com ara preparar menjars. Holmes elogia els seus excel·lents esmorzars a «El tractat naval» i «"Peter ''el negre''». Serveix pollastre al curry a «El tractat naval» i becada a «L'aventura del carboncle blau». De vegades acompanya els visitants fins a les escales del pis d'Holmes, com els inspectors Gregson i Baynes a «El pavelló Wisteria» i alguns mariners a «Peter 'el Negre'». També porta ocasionalment a Holmes una postal o un telegrama en una safata, per exemple quan postal de John Garrideb a «Els tres Garrideb» i un telegrama a «Els ballarins».
A més del patge Billy, la senyora Hudson té a una criada resident a Baker Street. Watson sent com la minyona va al llit mentre espera Holmes a «Estudi en escarlata», i espera que la minyona li porti cafè a «Les cinc llavors de taronja». Ella porta a Holmes un telegrama a «Els plànols del Bruce-Partington». Alguns pensen que aquesta minyona podria ser la senyora Turner que apareix a «Escàndol a Bohèmia».

## Imatge popular
Tot i que es dona informació limitada sobre la senyora Hudson a les històries originals, el personatge ha desenvolupat una imatge popular a causa de les representacions en adaptacions i l'especulació en articles i llibres, segons un assaig de 2005 de Catherine Cooke. Cooke escriu que la senyora Hudson és «una persona simpàtica i maternal que ja té els seus anys […] Almenys, així és com se sol concebre. És un retrat perpetuat en nombroses pel·lícules i adaptacions de televisió: Minnie Rayner a les pel·lícules d'Arthur Wontner, Mary Gordon a les pel·lícules de Basil Rathbone, Irene Handl a La vida privada de Sherlock Holmes i Rosalie Williams a la sèrie de Jeremy Brett».
Cooke també afegeix que els assaigs escrits sobre la senyora Hudson han influït en la concepció general del personatge, un dels més influents és The Singular Adventures of Martha Hudson de Vincent Starrett, publicat el 1934. Starrett va suggerir que el primer nom de la senyora Hudson és Martha, i la va descriure com una mestressa de casa, tot i que a les històries originals només es coneix com a patrona, que és una ocupació independent. Cooke escriu que «la majoria dels Sherlockians nord-americans fins fa relativament poc semblaven haver acceptat les fantasies de Starrett», però afegeix que els Sherlockians britànics eren menys propensos a identificar la senyora Hudson com a Martha o a confondre la seva posició com a patrona amb la de mestressa.
Daniel Smith escriu que, tot i que es donen pocs detalls sobre Hudson a les històries de Doyle, el personatge «ha esdevingut una de les figures icòniques del món de Sherlock Holmes» gràcies a les representacions del personatge al cinema i la televisió. Segons Smith, «Mary Gordon a les pel·lícules de Rathbone i Rosalie Williams a la sèrie de televisió Granada van fer molt per formar la imatge popular de la patrona». Smith també comenta que Gordon, Williams i altres actrius com Irene Handl i Una Stubbs han donat «retrats memorables de l'incondicional del 221B, de vegades irritable però, finalment, simpàtic» i han ajudat a consolidar el lloc de la senyora Hudson a la consciència pública.

## Adaptacions

### Cinema
Mme. d'Esterre va interpretar la senyora Hudson en diversos títols de la sèrie de pel·lícules Stoll de 1921-1923 protagonitzada per Eille Norwood com Holmes, inclosos els curtmetratges films The Dying Detective (1921) i The Man with the Twisted Lip així com els llargmetratges The Hound of the Baskervilles (1921) i The Sign of Four (1923).
Altres actrius que han interpretat la senyora Hudson en pel·lícules inclouen Minnie Rayner a The Sleeping Cardinal (1931), The Missing Rembrandt (1932), The Triumph of Sherlock Holmes (1935) i Silver Blaze (1937), Marie Ault a The Speckled Band (1931), Clare Greet a The Sign of Four (1932), i Tempe Pigott a A Study in Scarlet (1933).
Mary Gordon va interpretar a la senyora Hudson a la sèrie de pel·lícules de Sherlock Holmes 1939–1946 protagonitzada per Basil Rathbone com Holmes i Nigel Bruce com Watson. La representació de Gordon de la senyora Hudson, juntament amb la posterior interpretació del personatge de Rosalie Williams a la sèrie de televisió de Granada, van ajudar a establir la imatge popular de la senyora Hudson.
La senyora Hudson va ser interpretada per Edith Schultze-Westrum a Sherlock Holmes and the Deadly Necklace (1962), Barbara Leake a A Study in Terror (1965), Irene Handl a The Private Life of Sherlock Holmes (1970), Alison Leggatt a The Seven-Per-Cent Solution (1976), Betty Woolfe a Murder by Decree (1979), i Pat Keen a Without a Clue. Apareix a la pel·lícula d'anime del 2002 film Case Closed: The Phantom of Baker Street, i hi té la veu de Kei Hayami al llançament japonès original i Emily Gray al doblatge en anglès.
Geraldine James va interpretar la senyora Hudson a la pel·lícula Sherlock Holmes de Guy Ritchie de 2009 i la següent pel·lícula de 2011 Sherlock Holmes: Un joc d'ombres. La senyora Hudson va ser interpretada per Sarah Crowden a Mr. Holmes (2015) i per Kelly Macdonald a Holmes and Watson (2018).

### Televisió
La senyora Hudson ha estat interpretada per diverses actrius en pel·lícules i sèries de televisió, com ara Violet Besson a The Three Garridebs (1937), Iris Vandeleur a la sèrie de televisió de 1951, Mary Holder, Enid Lindsey i Grace Arnold a la sèrie de televisió de 1965-1968, Marguerite Young a Doctor Watson and the Darkwater Hall Mystery (1974), Marjorie Bennett a Sherlock Holmes a Nova York (1976), Rina Zelyonaya a la sèrie de pel·lícules de televisió soviètica de 1979-1986 The Adventures of Sherlock Holmes and Dr. Watson, i Pat Keen a The Baker Street Boys (1983), així com a la pel·lícula de 1988 Sense una pista. A l'adaptació televisiva animada de 1983 de The Sign of Four, Lynn Rainbow li va fer la veu.
A la sèrie Sherlock Holmes de Granada Television (1984–1994), la senyora Hudson va ser interpretada per Rosalie Williams. Williams, juntament amb Mary Gordon a les pel·lícules de Rathbone, van fer molt per formar la imatge popular de Hudson.
A la sèrie d'anime de TMS Sherlock Hound (1984–1985) dirigida per Hayao Miyazaki, Hudson és representada com una dona més jove i vídua d'un pilot anomenat Jim. En aquesta encarnació, es revela que el seu nom complet és Marie Hudson i, d'acord amb el tema dels personatges que són canins, s'assembla a un Golden Retriever. Normalment es queda enrere al 221B de Baker Street, però acompanya Hound i Watson en alguns casos, generalment qualsevol que impliqui alguna cosa relacionada amb el vol, i es demostra que és una conductora, pilot i tiradora molt hàbil. Una vegada és segrestada pel professor Moriarty i els seus secuaços com a part d'un pla per derrotar a Hound, tot i que Moriarty es compromet a no implicar-la mai en els seus plans després que ella li mostri amabilitat durant el temps que la manté com a ostatge. A més, es demostra que la majoria del repartiment masculí principal de la sèrie (és a dir, Hound i especialment Watson) se senten atrets per ella. Té la veu de Yōko Asagami al llançament japonès original i de Patricia Parris al doblatge en anglès.
La senyora Hudson va ser interpretada per Jenny Laird a The Masks of Death (1984), Margaret John a les pel·lícules de televisió Sherlock Holmes and the Leading Lady (1991) i Incident at Victoria Falls (1992), i Kathleen McAuliffe a les pel·lícules de televisió The Royal Scandal (2001) i The Case of the Whitechapel Vampire (2002).
A la sèrie de la BBC Sherlock (2010–2017), és interpretada per l'actriu i presentadora de televisió Una Stubbs. Ofereix a Holmes un lloguer més baix perquè la va ajudar assegurant la condemna i l'execució del seu marit a Florida després que havia assassinat dues persones. A «A Scandal in Belgravia» quan els agents torturen Hudson intentant trobar un telèfon mòbil, Sherlock llança repetidament l'agent responsable per una finestra del nivell superior, i més tard diu que «Anglaterra cauria» si la senyora Hudson abandonés Baker Street. A «His Last Vow» es revela que el seu nom és Martha Louise Hudson (de soltera Sissons), una alcohòlica semi-reformada i antiga ballarina exòtica. La seva feblesa, segons les informacions que Charles Augustus Magnussen en té, és cànabis.
Una Hudson transgènere apareix al 19è episodi de la sèrie nord-americana Elementary, «Snow Angels» (2013), com a experta en grec antic que es guanya la vida essencialment com a amistançada i musa de diversos homes rics; Holmes li permet quedar-se a l'apartament després d'una ruptura, i posteriorment accepta netejar-los un cop a la setmana com a font d'ingressos i evitar que Holmes hagi de fer-ho ell mateix. És interpretada per Candis Cayne.
Va ser interpretada per Ingeborga Dapkūnaitė a la sèrie de televisió russa de 2013 Sherlock Holmes .
A la sèrie de televisió de titelles de la NHK Sherlock Holmes (2014–2015), la senyora Hudson (amb la veu de Keiko Horiuchi) és una alegre mare de casa de Baker House, una de les cases de l'escola Beeton. Li encanta cantar i fer galetes i anomena Holmes pel seu primer nom Sherlock. És especialment amable amb ell i amb Watson perquè Holmes la salva quan es troba en una situació difícil al primer episodi «La primera aventura», que es va basar lliurement en Estudi en escarlata. A l'episodi 11, basat lliurement en «L'aventura de la banda de llunes», troba una gran serp a l'escola.
A la sèrie de televisió d'anime Case File nº221: Kabukicho (2019–2020), Junichi Suwabe dona una versió reimaginada del personatge al llançament original japonès i David Wald al doblatge en anglès.
Kana Asumi li dona veu en la sèrie d'anime Moriarty the Patriot.

### Drames de ràdio i àudio
Mary Gordon, que va interpretar la senyora Hudson a la sèrie de pel·lícules de 1939–1946 protagonitzada per Basil Rathbone i Nigel Bruce, també la va interpretar a la sèrie de ràdio Sherlock Holmes amb Rathbone i Bruce, The New Adventures of Sherlock Holmes. Gordon va interpretar el personatge en diversos episodis, per exemple «The Night Before Christmas» (1945) i «The Adventure of the Tell-Tale Pigeon Feathers» (1946).
A diverses emissores de ràdio de la BBC, la senyora Hudson va ser interpretada per Dora Gregory a «The Adventure of the Speckled Band» (1945), Susan Richards en una dramatització diferent de la mateixa història el 1948, Elizabeth Maude a «The Dying Detective» i « The Second Stain» (tots dos el 1954), Elsa Palmer a The Sign of Four (1959), Kathleen Helme a «The Naval Treaty» (1960), Penelope Lee a «The Valley of Fear» (1960), Gudrun Ure a « The Empty House» (1961), Beryl Calder a «Thor Bridge» (1962) i Grizelda Hervey a «The Sign of the Four» (1963). Barbara Mitchell va interpretar la senyora Hudson a «A Study in Scarlet» (1962), «The Five Orange Pips» (1966), «The Dying Detective» (1967) i «The Second Stain» (1967). Janet Morrison va interpretar a la senyora Hudson a «The Bruce-Partington Plans», «The Three Garridebs», «The Norwood Builder» i «The Retired Colourman» (tots el 1964), a més de «The Dancing Men», «The Lion's Mane» i «His Last Bow» (tots el 1969). Cecile Chevreau va interpretar a la senyora Hudson en una adaptació de drama d'àudio en LP de 1970 de «Charles Augustus Milverton».
El 1989-1998, BBC radio series amb Clive Merrison com a Sherlock Holmes, la Sra. Hudson va ser interpretada per Anna Copper en les adaptacions de A Study in Scarlet i The Sign of the Four (1989), per Mary Allen a les adaptacions de «A Scandal in Bohemia» i «The Noble Bachelor» (1990–91), perJoan Matheson a les adaptacions de «The Yellow Face», «The Empty House», «The Second Stain», «The Dying Detective», «The Mazarin Stone», «The Three Garridebs» i «The Retired Colourman» (1992–95), i per Judi Dench a The Hound of the Baskervilles (1998).
Lee Paasch va donar veu a Mrs. Hudson per a la sèrie de ràdio d'Imagination Theatre The Further Adventures of Sherlock Holmes des de 1998 fins a la seva mort el 2013, i va ser l'única actriu que va donar veu a Mrs. Hudson a la sèrie relacionada d'Imagination Theatre, The Classic Adventures of Sherlock Holmes (2005–2016), que va adaptar totes les històries de Sherlock Holmes de Doyle per a la ràdio. La senyora Hudson és la clienta de Holmes en un episodi de The Further Adventures of Sherlock Holmes, «The Hudson Problem» (2006). Ellen McLain ha interpretat a la senyora Hudson a Imagination Theatre des del 2019.
La senyora Hudson va ser expressada per June Whitfield a la sèrie de ràdio de 1999 The Newly Discovered Casebook of Sherlock Holmes. El personatge va ser interpretat per Beth Chalmers en dos llançaments de drama d'àudio de Sherlock Holmes per Big Finish Productions, un llançat el 2011 titulat Sherlock Holmes: The Final Problem/The Empty House, i un llançat el 2012 titulat Sherlock Holmes: The Tangled Skein.
Moira Quirk va fer la veu de la senyora Hudson a la dramatització d'àudio de L.A. Theatre Works del 2014 de The Hound of the Baskervilles. La senyora Hudson va ser interpretada per Patricia Hodge a l'obra de ràdio còmica de 2 episodis Mrs Hudson's Radio Show el 2018. El programa va presentar una visió humorística de la vida de la senyora Hudson a Baker Street.

### Llibres
La senyora Clara (nascuda Clarisa) Hudson és un personatge molt més desenvolupat a la sèrie de novel·les de Laurie R. King centrades en l'estudiosa detectivesca Mary Russell. En aquesta extensió alternativa de la mitologia Holmes, el jubilat Holmes es casa amb la seva aprenent i parella molt més jove. Russell i Holmes es coneixen després de la traumàtica mort de la seva família a Califòrnia quan ella es trasllada a la granja contigua a la casa de Holmes a Sussex. La senyora Hudson pren el jove i emocionalment fràgil Russell sota la seva ala, i Russell arriba a pensar-hi com una amiga, una segona mare i una roca en el remolí del perill que sempre envolta Holmes. La novel·la L'assassinat de Mary Russell (2016) explica la biografia de Hudson al llarg de diverses generacions, la seva trobada i vincle amb Holmes i els seus vincles amb Russell. La novel·la va aparèixer després del desenvolupament del personatge de la senyora Hudson a la sèrie de la BBC Sherlock. Com en aquella interpretació del personatge, la senyora Hudson té un passat criminal i inicialment va conèixer Holmes en circumstàncies desagradables, en aquest cas quan va assassinar el seu pare per salvar la vida d'Holmes. Holmes compra la casa de Baker St. per a Hudson i l'estableix com a propietària. En la lògica típica holmesiana, això l'allibera del tedi de ser propietari i explica tant la seva tolerància amb el seu llogater com el seu afecte poc característic per ella. Actriu experta i estafadora, se sent còmoda amb els delinqüents que habiten el seu món i li agrada interpretar papers ocasionals en investigacions en què es podria necessitar una dona gran eminentment respectable. En aquesta sèrie, és una mica més gran que Holmes (tot i que Russell i Watson creuen que és molt més gran), nascuda a Escòcia, criada a Austràlia i immigrant a Anglaterra. Va actuar com a mare substituta de Billy Mudd, el primer «irregular» de Holmes, té una germana que va viure fins a l'edat adulta i un fill il·legítim. Holmes afirma explícitament que la condició de la seva permanència a Anglaterra i la seva relació és que la vida d'Hudson abans de l'assassinat no s'ha d'esmentar mai, que mai han de tenir una relació sexual o romàntica i que sap que la seva història com a criminal i assassina sempre estarà present a la seva ment sempre que interactuïn. Per a Holmes, Hudson representa una manera de resoldre el problema ètic de què fer amb algú que assassina per evitar danys, però que pot tornar a l'activitat criminal. La seva manipulació d'Hudson elimina a Hudson i en Mudd de les seves vides com a criminals, manté el nadó d'Hudson fora de la casa de treball i proporciona a Holmes una mestressa i un aliat intel·ligent.
A La guerra dels mons de Sherlock Holmes (1975) es suggereix que Holmes i la jove senyora Hudson van tenir una relació amorosa de llarga durada, òbvia per a tots menys per a l'ingenu Watson.
La senyora Hudson és la detectiva de les novel·les Mrs Hudson and the Spirits' Curse (2002), Mrs Hudson and the Malabar Rose (2005), Mrs Hudson and the Lazarus Testament (2015), i Mrs Hudson and the Samarkand Conspiracy (2020) de Martin Davies, i a la sèrie de novel·les Mrs. Hudson of Baker Street de Barry S. Brown, incloses The Unpleasantness at Parkerton Manor (2010), Mrs. Hudson and The Irish Invincibles (2011), Mrs. Hudson in the Ring (2013), Mrs. Hudson in New York (2015), i Mrs Hudson's Olympic Triumph (2017).
També és detectiva a The House at Baker Street (2016) i The Women of Baker Street (2017), de Michelle Birkby, i al llibre Mrs Hudson Investigates de 2019 de Susan Knight. El llibre de 2017 Memoirs from Mrs. Hudson's Kitchen, de Wendy Heyman-Marsaw, està escrit des de la perspectiva de la senyora Hudson.
El llibre de 2012 Mrs Hudson's Diaries: A View from the Landing at 221B va ser escrit per Barry Cryer i Bob Cryer. L'obra de ràdio còmica Mrs. Hudson's Radio Show (2018) es va basar en el llibre.
El personatge de la senyora Judson dels llibres Basil of Baker Street es basa en la senyora Hudson.

### Altres mitjans
A l'obra de teatre de 1923 The Return of Sherlock Holmes, Hudson va ser interpretada per Esmé Hubbard. Va ser interpretada per Paddy Edwards al musical de 1965 Baker Street, encara que el personatge no interpreta cap de les cançons del musical. Julia Sutton la va interpretar a la producció original de 1988 de Sherlock Holmes: The Musical, en la qual canta una cançó en solo. Hi lamenta les desgràcies de la seva vida.
Apareix breument als videojocs de Mythos Software The Lost Files of Sherlock Holmes: The Case of the Serrated Scalpel (amb la veu de Diana Montano)i The Lost Files of Sherlock Holmes: The Case of the Rose Tattoo (amb la veu de Coralie Persee). Everett Kaser Software va llançar un joc de trencaclosques titulat Mrs. Hudson. La senyora Hudson també apareix als videojocs de Frogwares Sherlock Holmes: Crimes & Punishments (2014) i Sherlock Holmes: The Devil's Daughter (2016).